# Абраменко, Анастасия Сергеевна
Анастасия Сергеевна Абраменко (род. 14 сентября 2000, Красноярск) — российская футболистка, полузащитник клуба «Рубин».

## Биография
Родилась 14 сентября 2000 года в Красноярске. Любимый футболист — португалец Криштиану Роналду.

## Клубная карьера
Воспитанница ДЮСШ «Енисей» (Красноярск). Первый тренер — Александр Юрьевич Гришков.
Во взрослом футболе дебютировала в родном «Енисее». В сезоне 2017 сыграла 12 матчей в чемпионате. В сезоне 2018 сыграла 13 матчей и забила 2 гола в чемпионате. В сезоне 2019 сыграла 8 матчей в чемпионате. После окончания сезона 2024 покинула «Енисей» и перешла в казанский «Рубин».

## В сборной
Играла за сборные России до 17 и до 19 лет.

## Статистика

### Клубная
| Выступление      | Выступление      | Выступление      | Чемпионат | Чемпионат | Кубки | Кубки | Итого | Итого |
| Клуб             | Лига             | Сезон            | Игры      | Голы      | Игры  | Голы  | Игры  | Голы  |
| ---------------- | ---------------- | ---------------- | --------- | --------- | ----- | ----- | ----- | ----- |
| Енисей           | Высший дивизион  | 2017             | 12        | 0         | 0     | 0     | 12    | 0     |
| Енисей           | Высший дивизион  | 2018             | 13        | 2         | 2     | 0     | 15    | 2     |
| Енисей           | Высший дивизион  | 2019             | 8         | 0         | 2     | 0     | 10    | 0     |
| Енисей           | Высший дивизион  | 2020             | 10        | 0         | 0     | 0     | 10    | 0     |
| Енисей           | Высший дивизион  | 2021             | 16        | 0         | 0     | 0     | 16    | 0     |
| Енисей           | Высший дивизион  | 2022             | 20        | 1         | 1     | 0     | 21    | 1     |
| Енисей           | Высший дивизион  | 2023             | 17        | 4         | 2     | 0     | 19    | 4     |
| Енисей           | Высший дивизион  | 2024             | 19        | 0         | 2     | 0     | 21    | 0     |
| Енисей           | Итого            | Итого            | 115       | 7         | 9     | 0     | 124   | 7     |
| Всего за карьеру | Всего за карьеру | Всего за карьеру | 115       | 7         | 9     | 0     | 124   | 7     |